# Piazza Durbar (Bhaktapur)
Piazza Durbar a Bhaktapur è la piazza di fronte al palazzo reale del vecchio regno di Bhaktapur, 1400m sopra il livello del mare. Essa è una delle tre piazze Durbar della Valle di Katmandu in Nepal, che sono anche Patrimonio Mondiale UNESCO.
Piazza Durbar di Bhaktapur si trova nell'attuale città di Bhaktapur, nota anche come Bhadgoan, distante 13 km a est di Katmandu. Mentre il complesso è costituito da almeno quattro piazze distinte (Piazza Durbar, Piazza Taumadhi, Piazza Dattatreya e Piazza Pottery), l'intera area è normalmente conosciuta come la Piazza Durbar di Bhakapur ed è un sito molto visitato nella valle di Kathmandu.

## La piazza

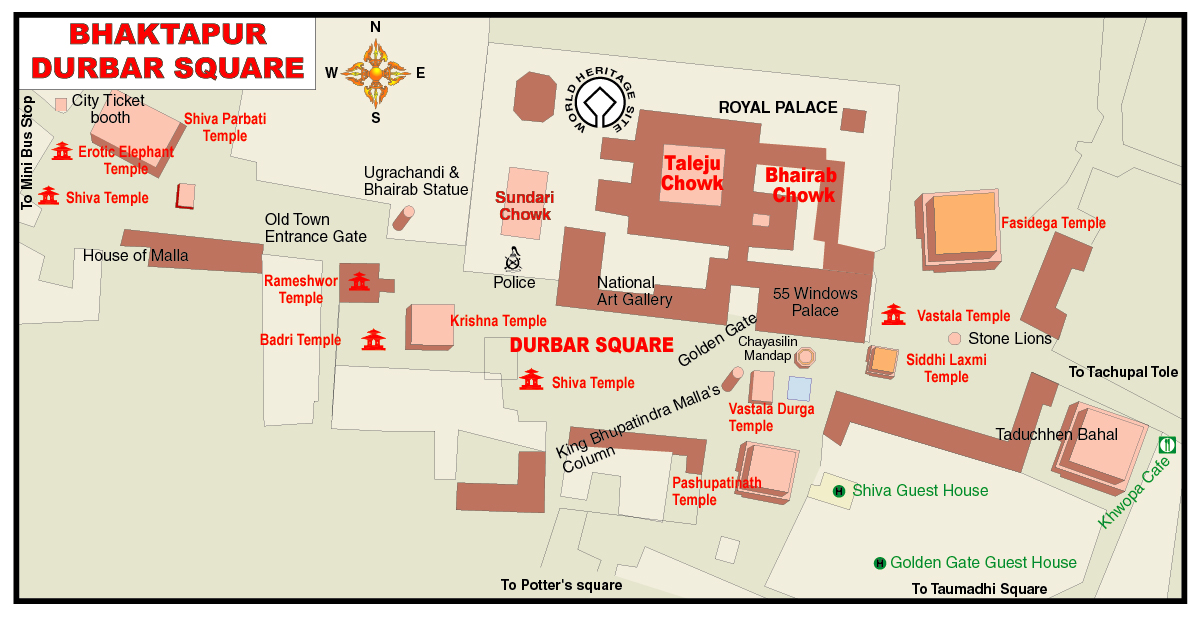

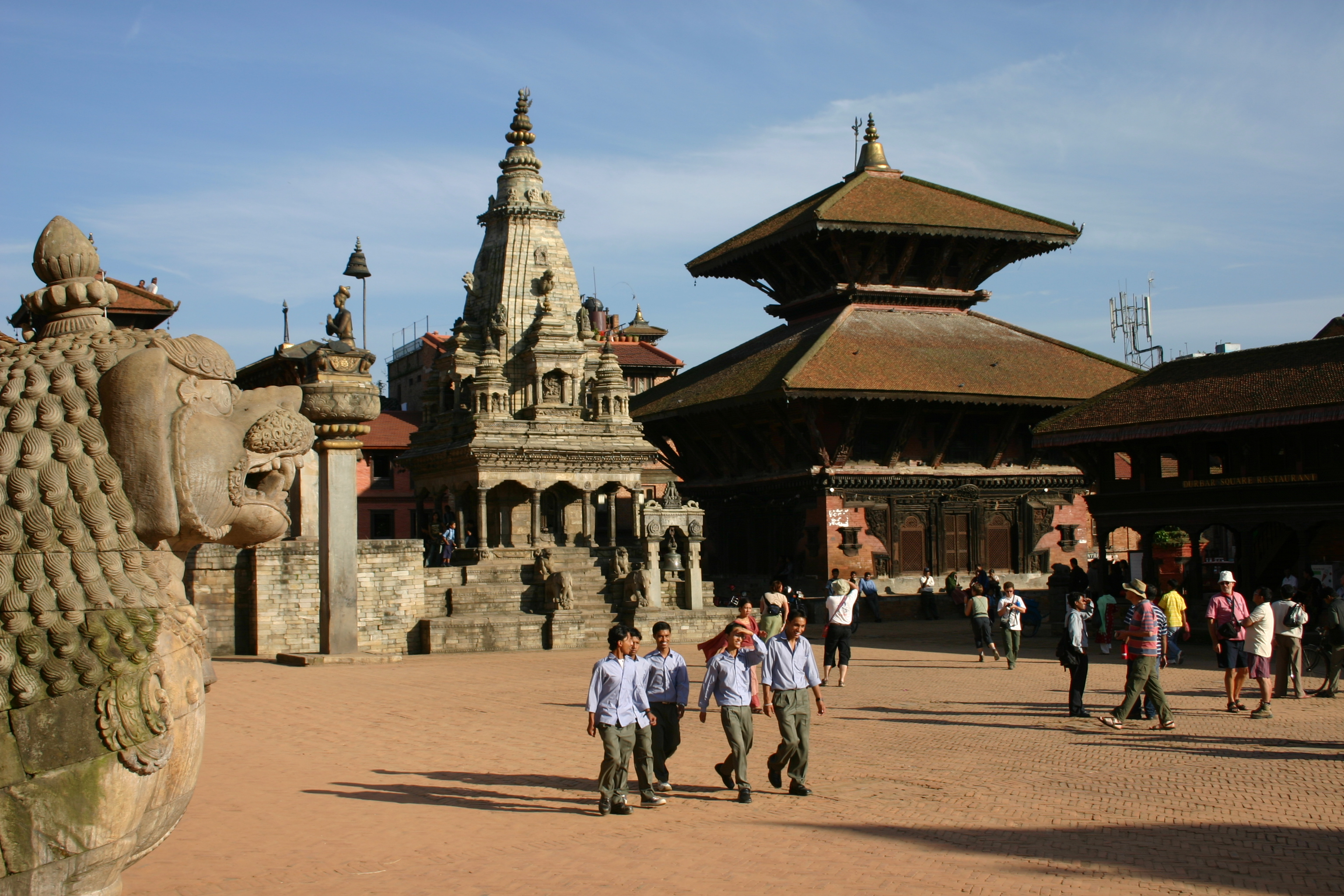
Piazza Durbar di Bhaktapur nel 2004

Tra gli edifici di Piazza Durbar troviamo il Palazzo dalle 55 finestre che è stato costruito dal re Jitamitra Malla e fu la residenza reale fino 1769. Ora è una galleria nazionale. Nelle vicinanze si trova il portale d'oro, che conduce in alla corte Mulchok che ospita il Tempio di Taleju. Questo tempio, come altri nelle principali città della valle di Kathmandu, è dedicato alla dea Taleju Bhawani e comprende i santuari di Taleju Bhawani e Kumari. L'ingresso al tempio è limitato agli indù e la dea vivente rigorosamente non può essere fotografata.
La piazza Durbar è circondata da un'architettura spettacolare e mette in mostra vividamente le abilità degli artisti e degli artigiani Newari nell'arco dei diversi secoli. Il palazzo reale era originariamente situato in piazza Dattaraya ed è stato solo successivamente spostato in Piazza Durbar.

## Il palazzo reale
Il palazzo reale venne costruito da Yaksha Malla e poco prima del terremoto del 1934 possedeva ben 99 cortili oggi ridotti a cinque.

### Il palazzo dalle 55 finestre
Il Palazzo dalle Cinquantacinque finestre è stato costruito durante il regno di re Yaksha Malla nel 1427 e fu ristrutturato dal re Bhupatindra Malla nel XVII secolo. Tra le pareti in mattoni, con il loro ambiente grazioso e il design scultoreo, vi è un balcone di cinquantacinque finestre, considerato un capolavoro unico di sculture in legno.

### Statua di Hanuman

La famosa Porta d'oro di Bhaktapur.

L'ingresso alla Galleria Nazionale d'Arte è affiancato da Due leoni e dalle figure di Hanuman, il dio scimmia, che appare in forma tantrica come Hanuman Bhairab dalle quattro braccia. Hanuman è adorato per la forza e la devozione. Accanto vi è Visnù nella forma di Narsingha. Entrambe le rappresentazioni sono del XVII secolo.

### La porta d'oro
Lu Dhowka (La Porta D'oro) si dice che sia una delle più belle e riccamente decorate, esemplare unico nel suo genere in tutto il mondo. La porta è sormontata da una figura della dea indù Kali e Garuḍa (il grifone mitico) e la partecipazione di due ninfe celesti. Esso è impreziosito da mostri e altre creature mitologiche indù dalla meravigliosa complessità. Percy Brown, un eminente critico d'arte inglese e storico, ha descritto la Porta d'Oro come "la più bella opera d'arte in tutto il Regno, e si pone come un gioiello, lampeggiante di innumerevoli sfaccettature nel bell'ambiente e nei suoi dintorni." La porta è stata eretta dal re Ranjit Malla ed è l'ingresso al cortile principale del palazzo dalle cinquantacinque finestre.

### La porta dei leoni
Il magnifico cancello e bel portale è stato prodotto da artigiani le cui mani sono state tagliate dopo aver terminato l'opera dall'invidioso re Bhadgoun in modo che nessuno fosse in grado di riprodurre di nuovo tale capolavoro.

### Naga Pokhari
È un hiti (una fontana) del XVII secolo all'interno di Mul Chowk con una vasca circondata da un cobra.

## Templi

### Tempio degli Elefanti Erotici
Sulla sinistra appena prima dell'ingresso alla piazza c'è un hiti (un serbatoio d'acqua) e a pochi passi da questo ma sul lato opposto della strada, vi è un piccolo tempio a doppio tetto dedicato a Shiva-Parvati con alcune sculture erotiche. Una di queste mostra una coppia di elefanti che copulano nella posizione del missionario.

### Tempio di Taleju
Questo tempio si trova all'interno del palazzo reale su Mul Chowk e venne costruito nel 1553. È accessibile solo agli indù.

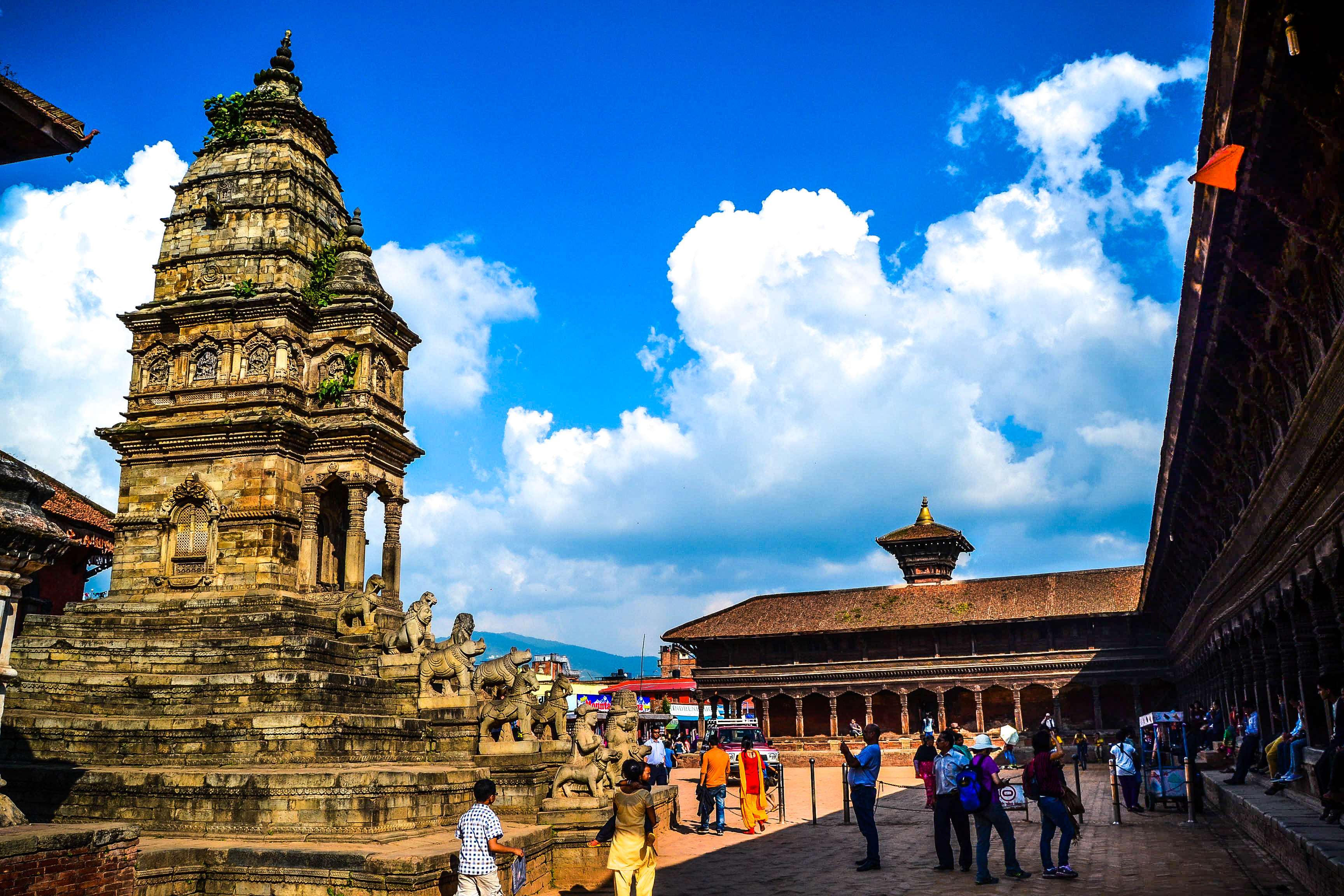
L'area di Durbar

### Templi di Char Dham
Si tratta di quattro templi situati nella parte ovest della piazza e vennero costruiti per i pellegrini che non potevano permettersi un viaggio sino allo stato indiano dell'Uttaranchal, dove vi sono dei templi omonimi.
- Tempio di Kedarnath - Il tempio costruito in terracotta segue lo stile del tempio di Shikara ed è dedicato a Shiva.[3] Distrutto dal terremoto del 1934 venne restaurato da un gruppo tedesco nel 1990.
- Tempio di Badrinath - Un piccolo tempio ovest del Tempio Gopi Nath conosciuto localmente come Badri Narayan ed è dedicato a Vishnu e Narayan.[3]
- Tempio di Gopi Nath (detto anche di Jagharnath) - Con un doppio tetto mostra scolpite nelle travi le diverse incarnazioni di Vishnu è una statua di Garuda all'ingresso. Il tempio è in stile Gum Baja.
- Tempio di Rameshwar che ospita le tre divinità: Balarāma, Subhadra e Krishna. Il nome deriva dal Rameshwar che proviene da Ram come incarnazione di Visnù. È difficile vedere le divinità perché la porta rimane per lo più chiusa. Dwarika, noto anche come il Tempio di Krishna, le case delle tre divinità, da sinistra a destra: Satyabhama, Krishna e Rādhā. Le loro immagini sono scolpite nella pietra. Nel mese di Mangsir (novembre / dicembre), le divinità sono poste in un fercolo e portate in città.[3]

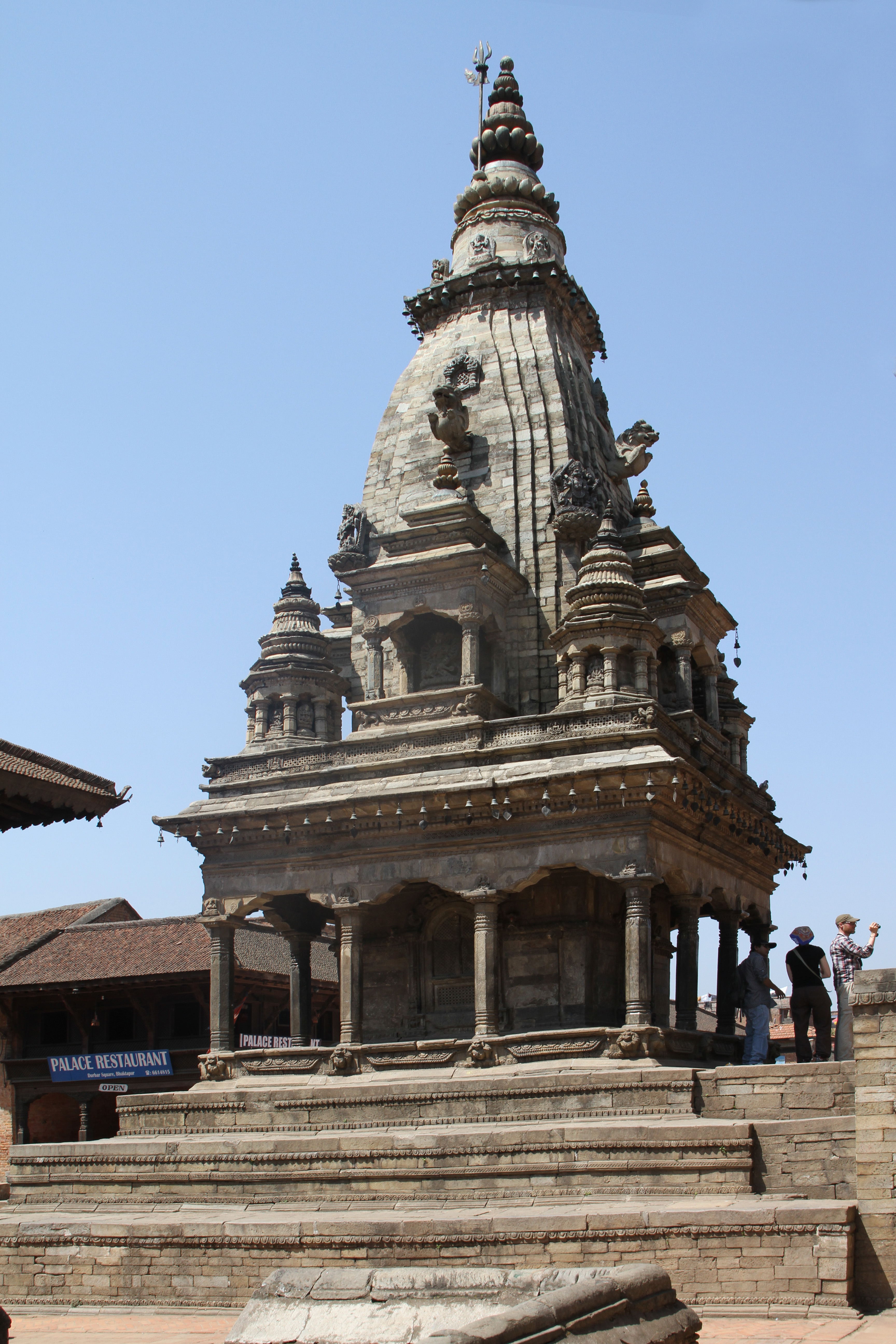
Vatsala Mandir

### Tempio di Vatsala Devi
Di fronte al palazzo e accanto alla statua del re e vicino alla campana Taleju vi è il tempio di Devi Vatsala. Questo tempio in stile Shikhara è completamente costruito in pietra arenaria ed è eretto su un basamento a tre stadi, ed ha somiglianze con il tempio di Krishna di Patan. È dedicato a Vatsala Devi, una forma della dea Durgā. Il tempio è stato costruito dal re Jitamitra Malla nel 1696. La struttura che si vede oggi, però, è ricostruita dal re Bhupatindra Malla e risale alla fine del XVII o l'inizio del XVIII secolo. Dietro il tempio vi una hiti (fontana) chiamata Dhunge Dhara e accanto ad essa si trova la Chayslin Mandap.

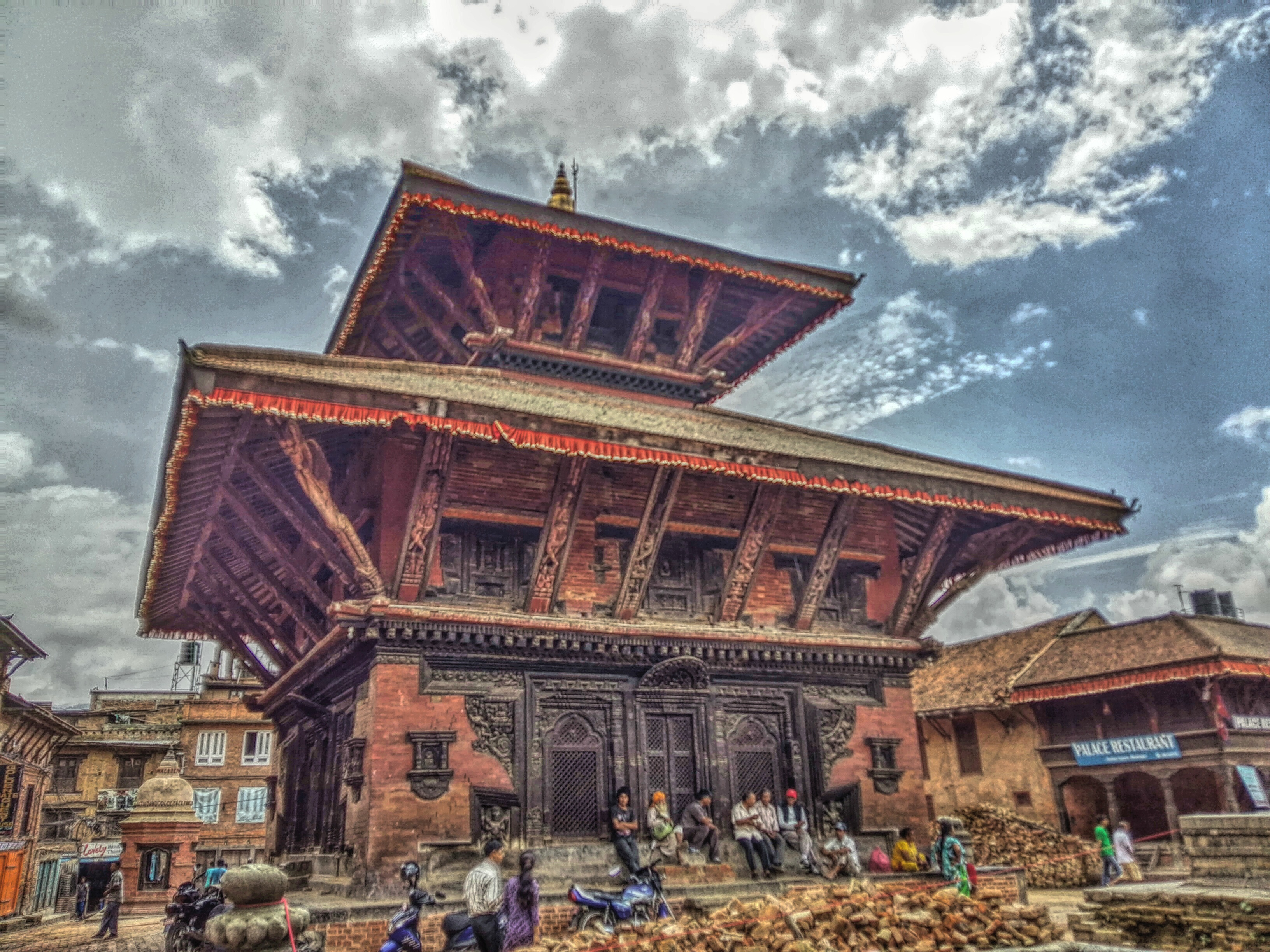
Mini Tempio di Pashupatinath

### Tempio di Pashupati
Il tempio santo del dio Shiva si trova alle spalle del tempio di Vatsala Devi, è la rappresentazione di Pashupatinath, si crede sia stato costruito proprio di fronte al palazzo dopo che il re Bhadgoan lo ha sognato. Fu eretto da Yaksha Malla nel 1475 (o 1482) ed è il più antico tempio della piazza.

### Chyasilin Mandap
Si tratta di un piccolo padiglione ottagonale realizzato nel 1990 riutilizzando materiali distrutti dal terremoto del 1934.

### Tempio di Siddhi Laksmi
Questo tempio risale al XVII secolo ed è costruito nello stile indiano shikhara. Ai lati della gradinata di accesso vi sono statue di guardiani, poi di cavalli, rinoceronti, cammelli e creature dal corpo leonino e volto umano.

### Tempio di Vatsala
Questo tempio si trova in un angolo secondario della piazza dietro al tempio di Siddhi Laksmi.

### Tempio di Fasidega
È un tempio dedicato a Shiva e sorge su un basamento di sei livelli con statue di elefanti, leoni e mucche. La struttura è bianca e svetta facilmente essendo visibile da diversi punti di vista.

### Tadhunchen Bahal
È un tempio buddista sul lato est della piazza, legato al culto della kumari.

## Altri monumenti

### La Statua di Bhupatindra Malla
La statua del re Bhupatindra Malla in atto di adorazione può essere vista su una colonna di fronte al palazzo e accanto al tempio di Vatsala Durga. Fu realizzata nel 1699 e rispecchia le altre presenti a Katmandu e Patan.

### Campana di Taleju
La campana di bronzo è nota ai residenti locali come "la campana dei cani che abbaiano", perché quando veniva suonata i cani nelle vicinanze urlavano. La campana colossale è stato appesa dal re Ranjit Malla nel 1737 ed è stata usata per annunciare il coprifuoco quotidiano. Essa veniva suonata ogni mattina, quando la dea Taleju veniva adorata. Fu completamente demolita nel 2015 dal sisma del Nepal.

### Ugrachandi e Bhairab
Vicino al cancello principale sul lato ovest, si possono ammirare un paio di statue con più braccia del terribile dio Bhairab e il suo omologo Ugrachandi, la manifestazione temibile della consorte di Shiva, Parvati. Le statue risalgono al 1701, e si dice che lo sfortunato scultore ebbe le mani tagliate non appena terminata l'opera, per impedirgli di duplicare i suoi capolavori. Ugrachandi ha diciotto braccia in possesso di armi, e lei è nella posizione in atto di uccidere un (bufalo) demone. Bhairava ha dodici braccia ed entrambi, dio e dea sono inghirlandati con collane di teste umane.

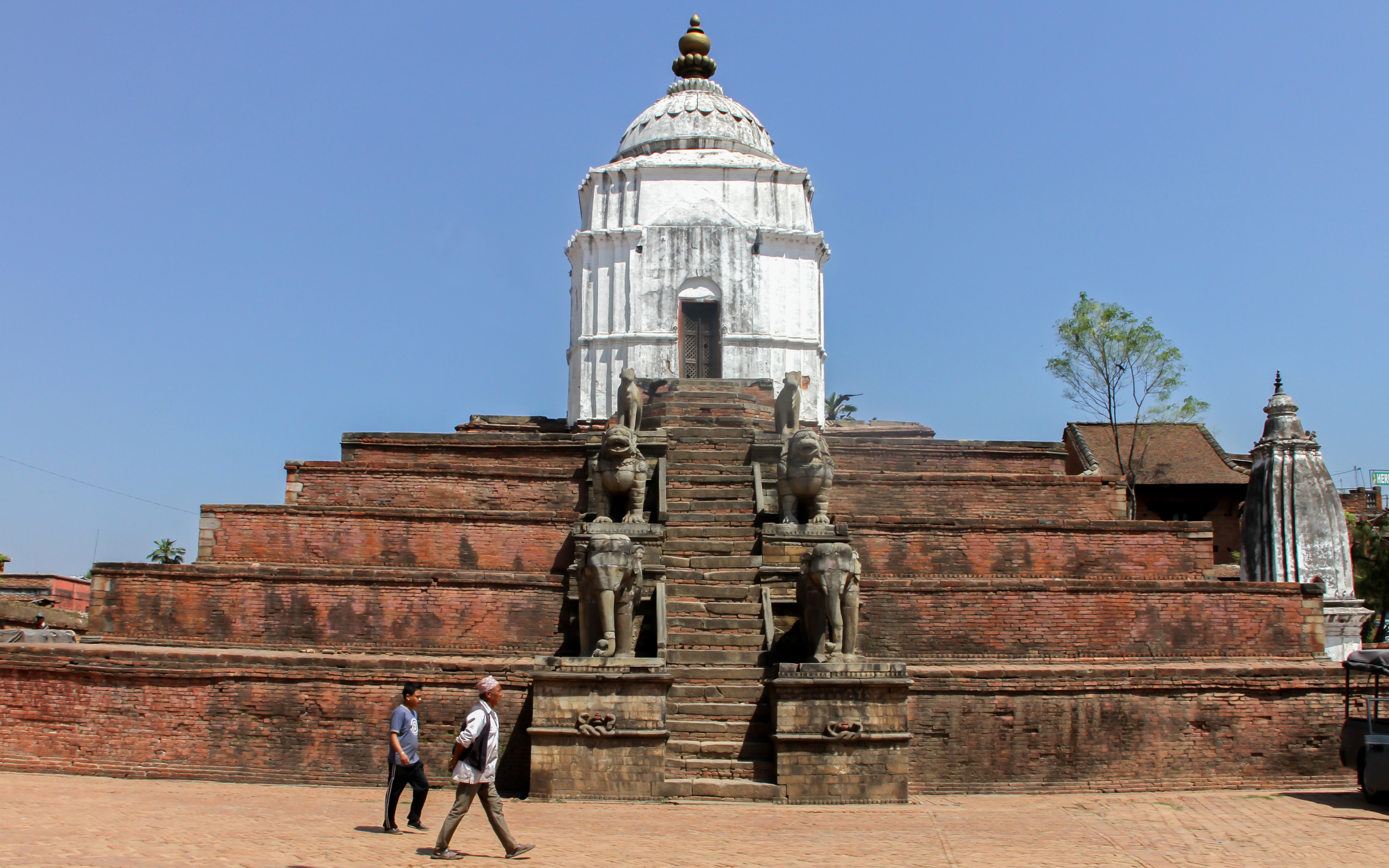
Fasidega 2013

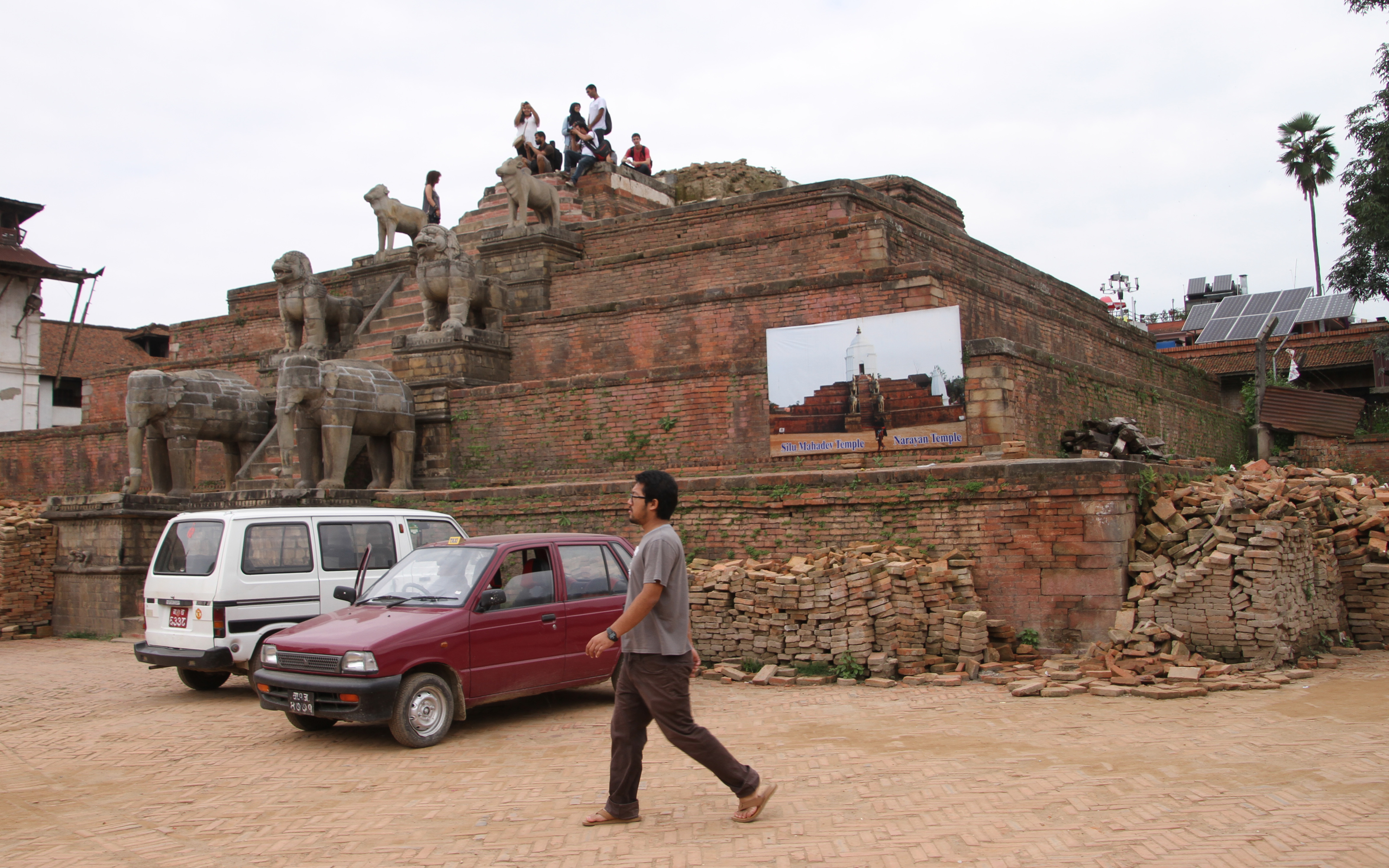
Fasidega 2015

## Effetti del terremoto
La piazza Durbar a Bhaktapur fu gravemente danneggiata da un terremoto nel 1934 e, quindi, appare più ampia rispetto a quelle di Kathmandu e Patan.
In origine, vi erano 99 corti collegate a questo posto, ma ora ne rimangono solo 6. Prima del terremoto del 1934, c'erano 3 distinti gruppi di templi. Attualmente, la piazza è circondata da edifici che sono sopravvissuti al terremoto.
Il 25 aprile 2015, un altro grande terremoto ha danneggiato molti edifici della piazza. Il tempio principale in piazza Bhaktapur ha perso il suo tetto, mentre il tempio Vatsala Devi, famosa per le sue pareti di arenaria e sormontata da un tetto a pagoda d'oro, è stato demolito dal sisma.

## Galleria d'immagini

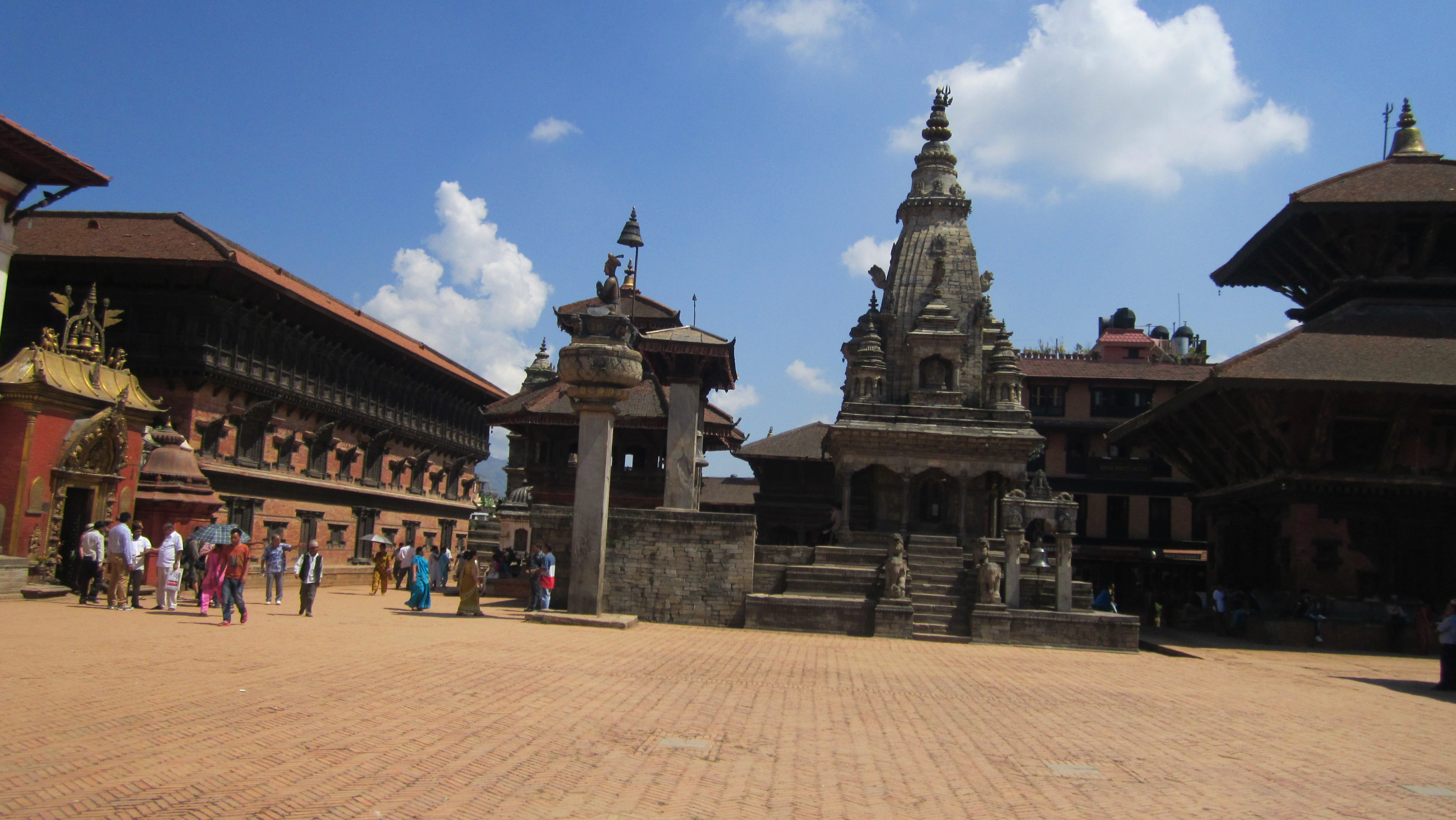
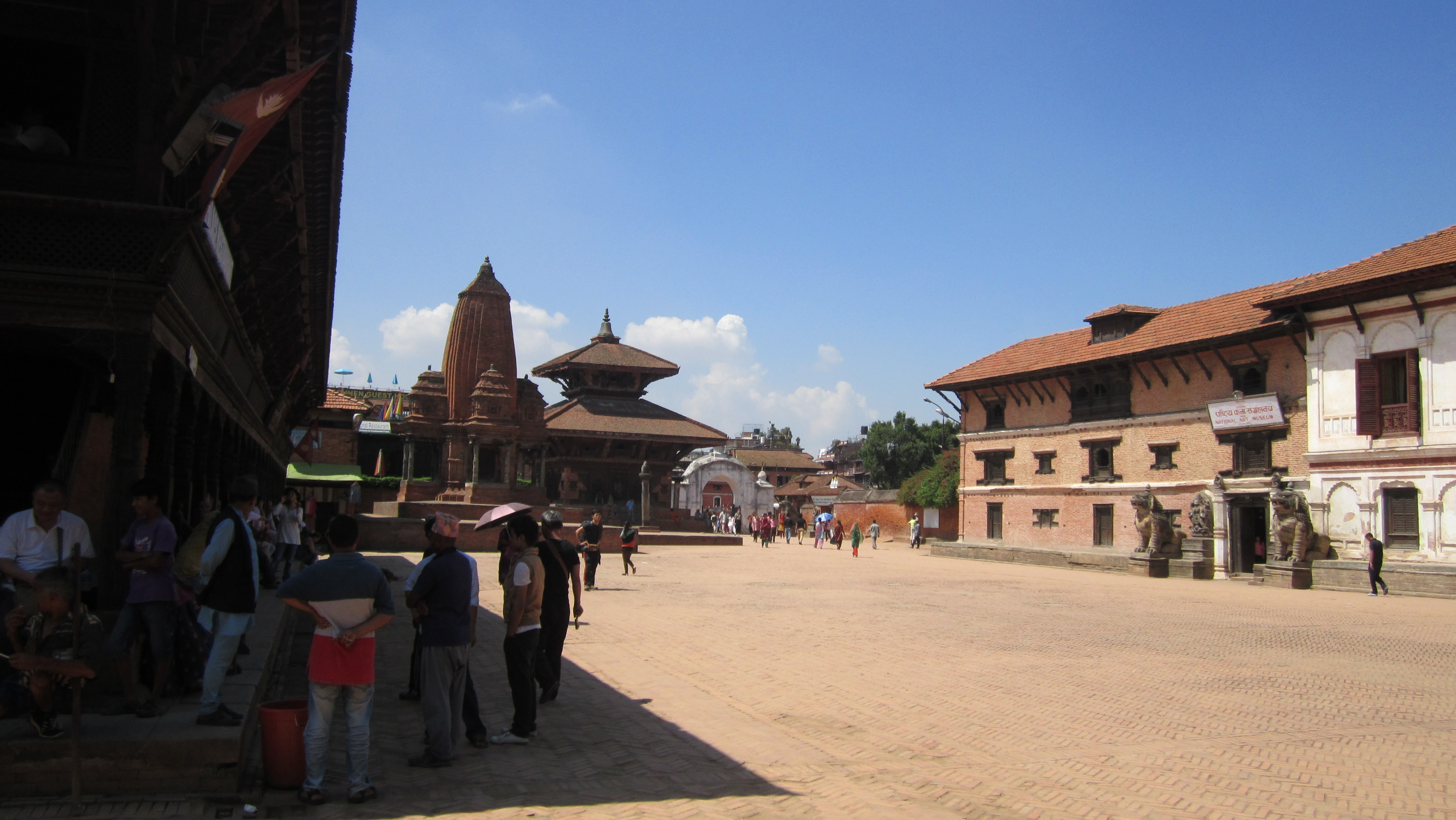
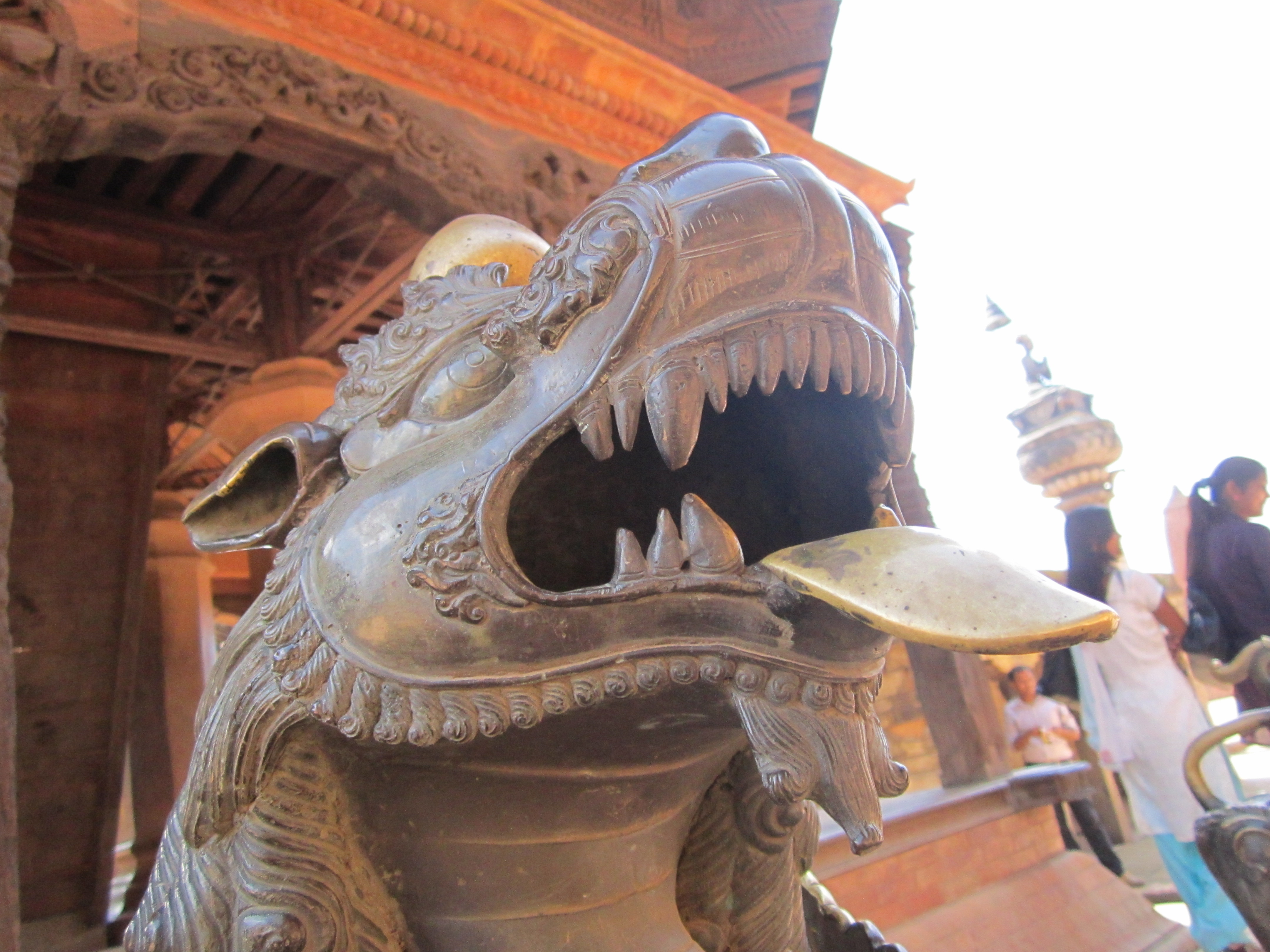
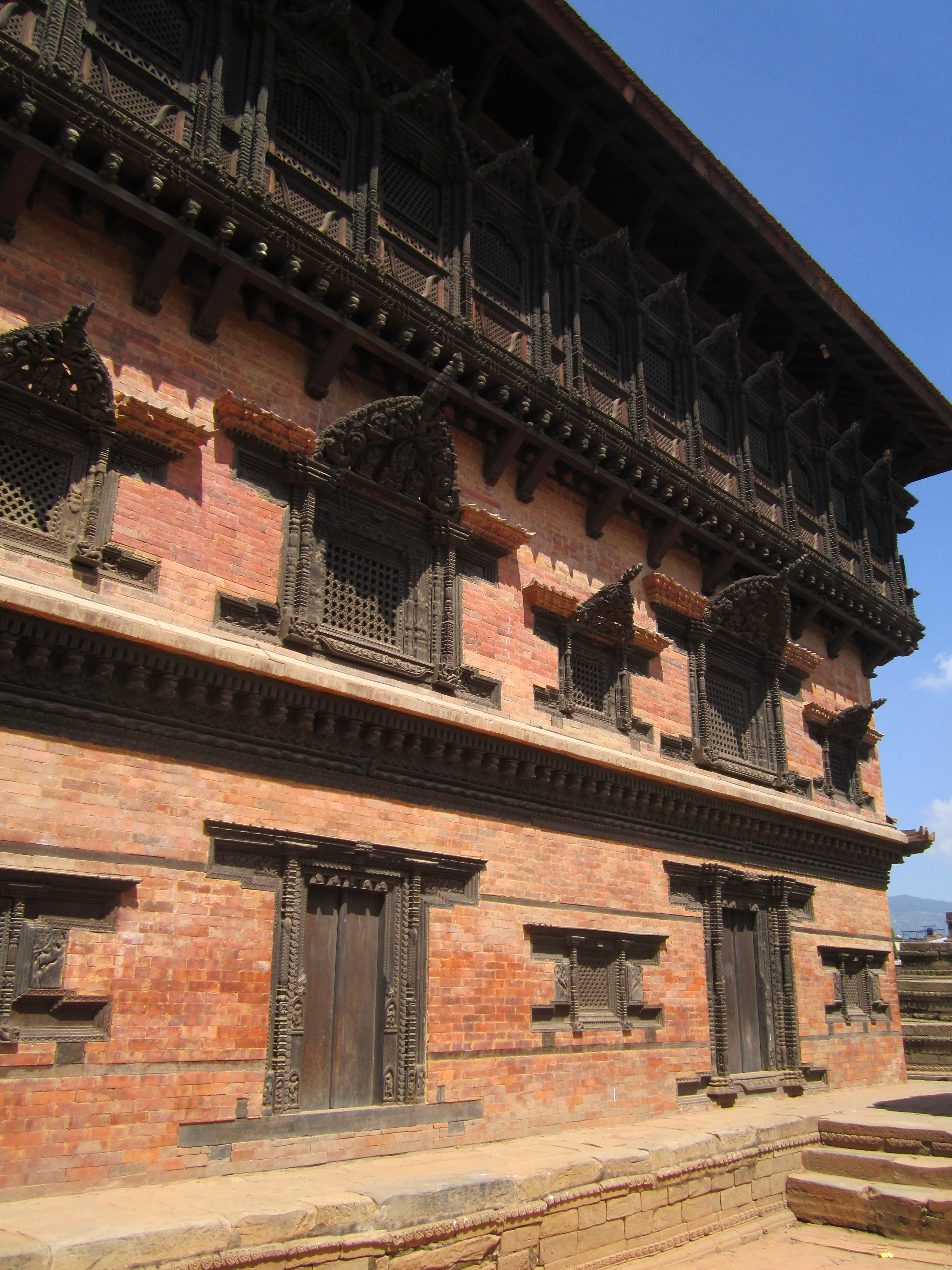
Il palazzo dalle 55 finestre
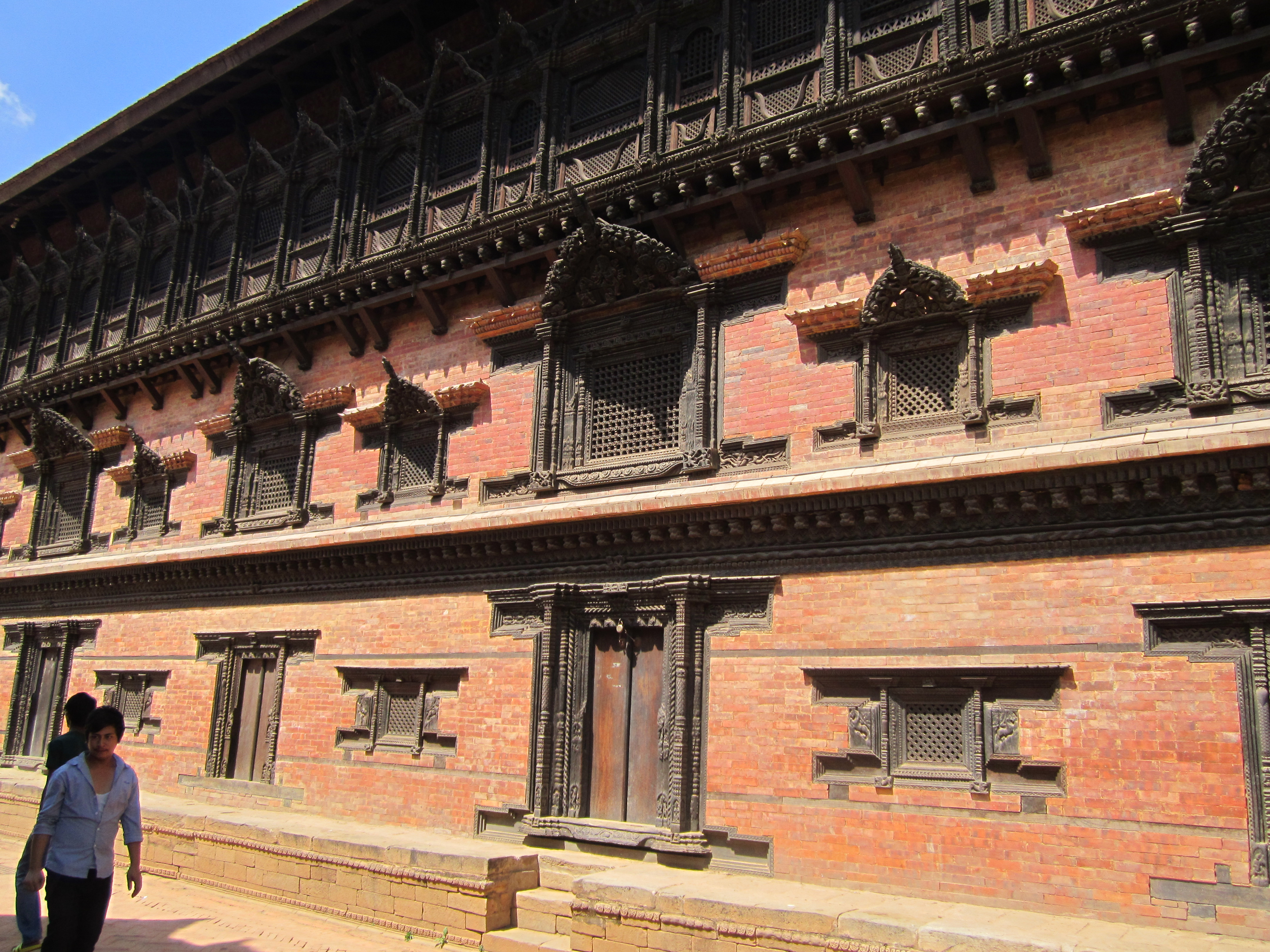
Il palazzo dalle 55 finestre
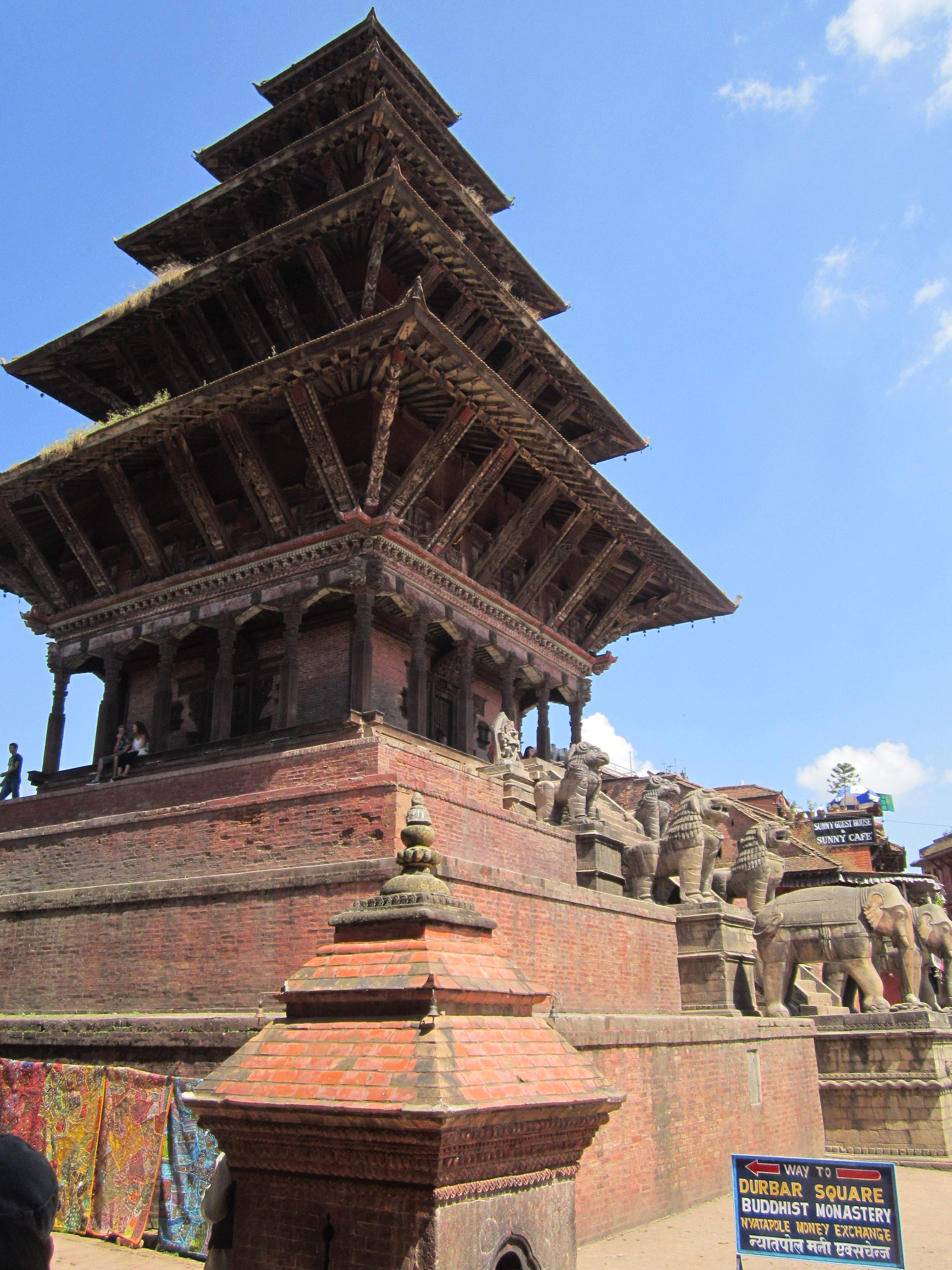
Nyatapola, Piazza Taumadhi
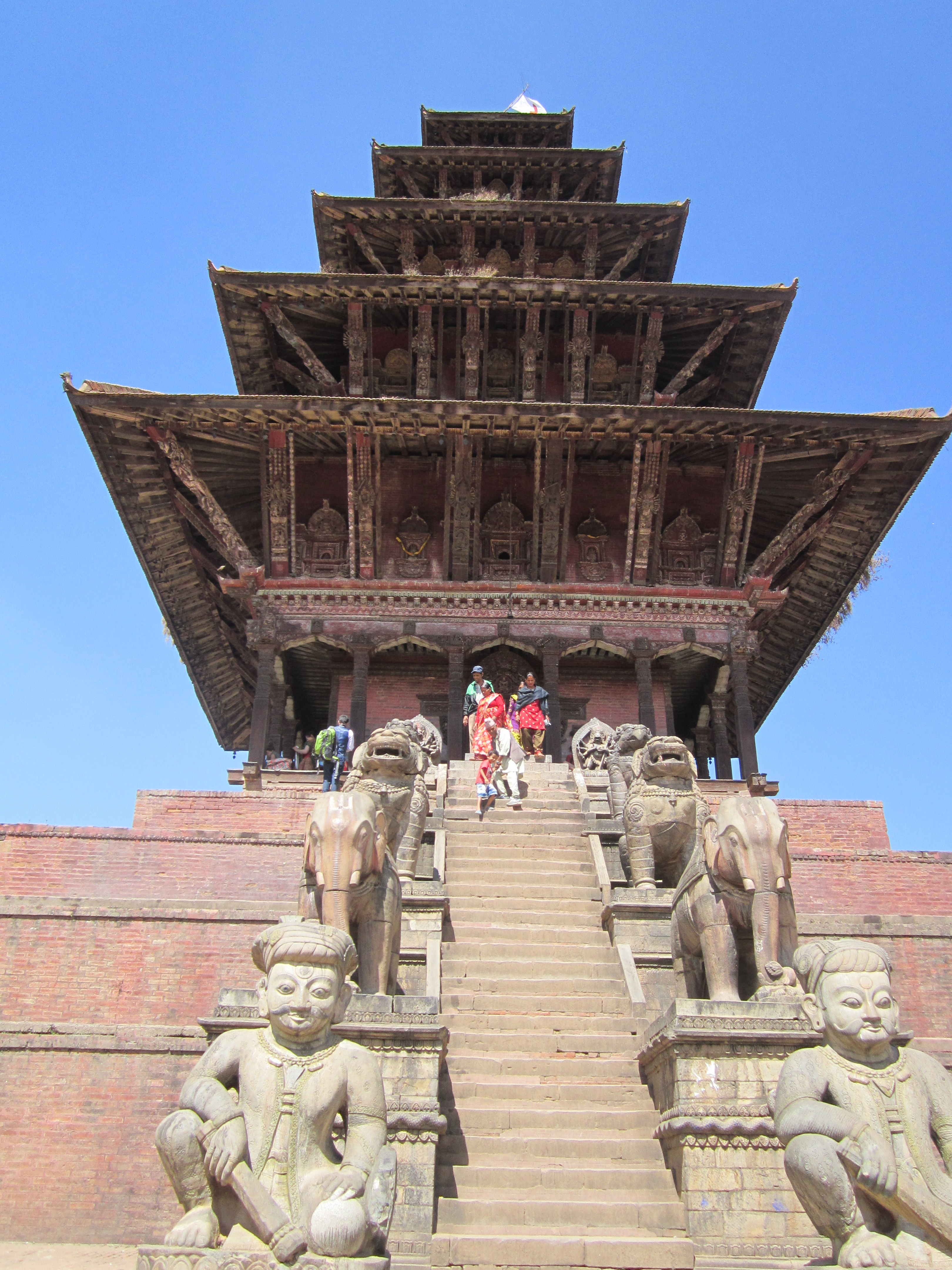
Nyatapola, Piazza Taumadhi
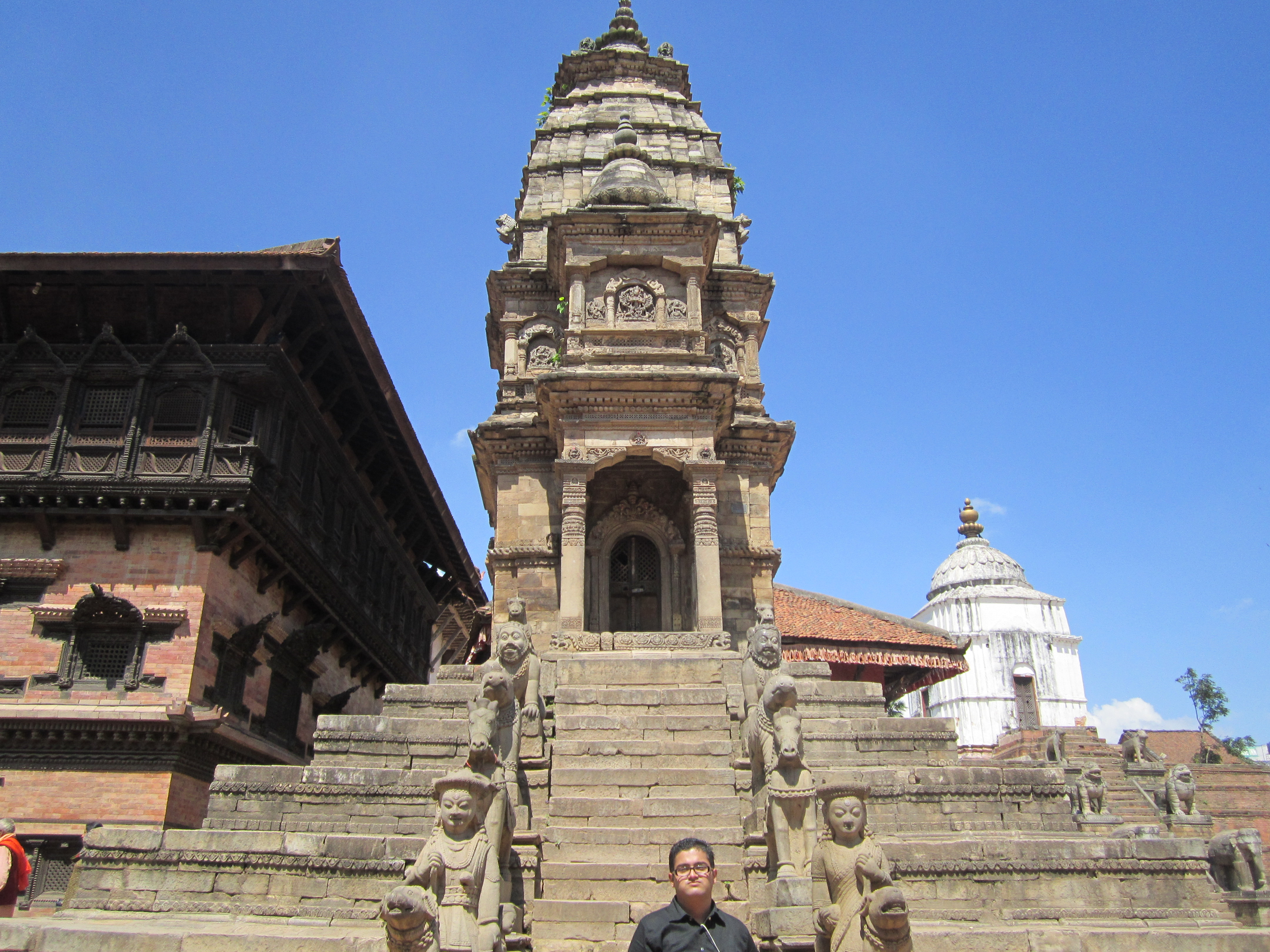
Siddhilakshmi
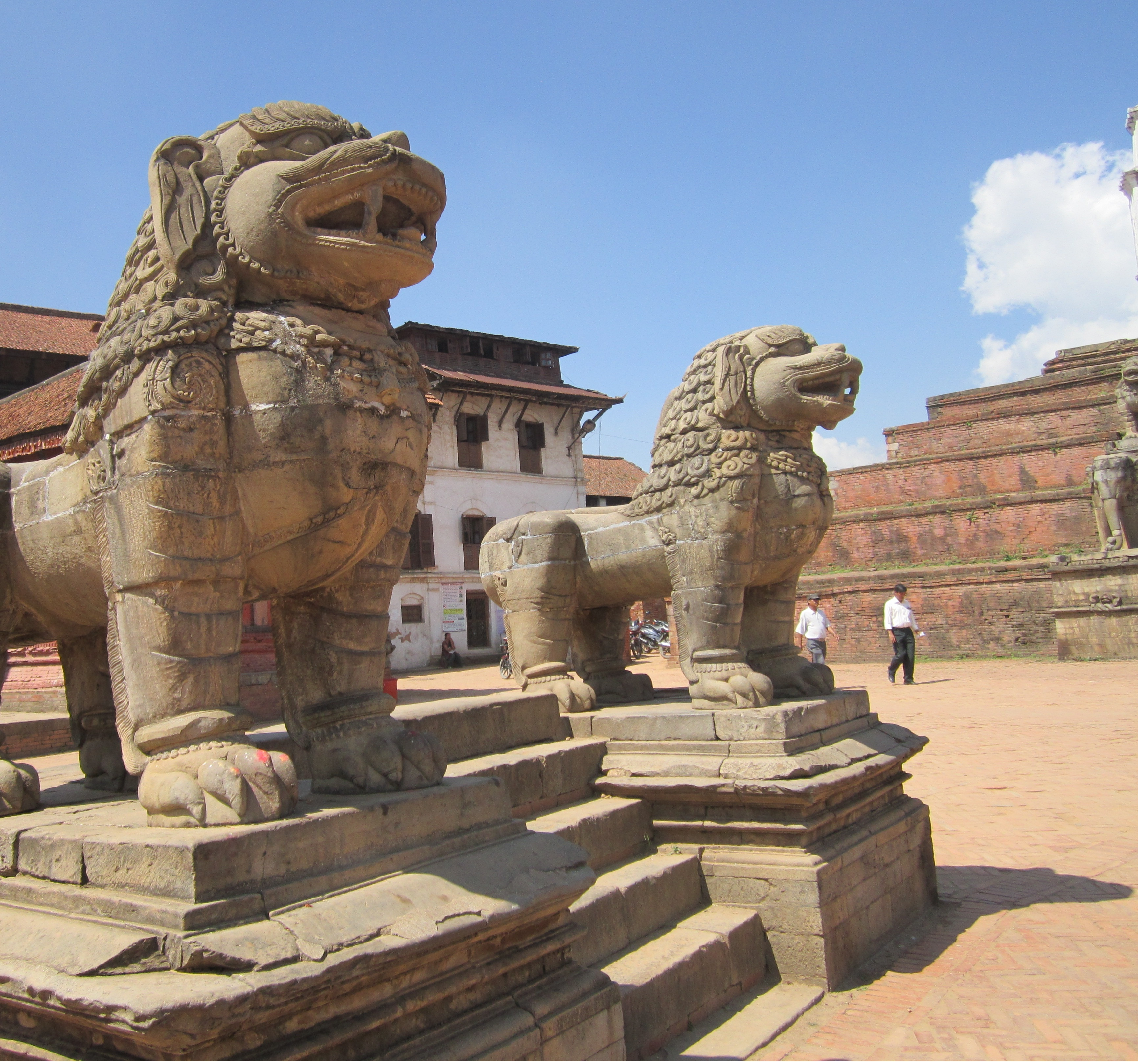
Siddhilakshmi